# 合衆国エンジェル
合衆国エンジェル（がっしゅうこくエンジェル、英語名称：UNITED STATES OF ODAIBA ANGELS）は、フジテレビジョン主催の夏のイベント『お台場合衆国』のPR活動のため、フジテレビ所属の10名（2009年）か11名（2010年）の女性アナウンサーによって結成された広報部隊である。

## 概要
2009年夏に開催のイベント「めざせ!お台場合衆国2009～フジがやらなきゃだれがやる!～」（7月18日～8月31日）の広報部隊として、フジテレビの女性アナウンサー10名で結成された。フジテレビキャラクターラフくん扮するお台場合衆国大統領のもとでイベントをPRする目的で結成された。
2010年夏に開催される「お台場合衆国2010～笑うBayには福きたる!!～」（7月17日～8月31日）でも広報部隊を務めることが決定し、人数も前年より1名多い11名となった。なお前年のメンバーから秋元優里がぬけ、新たに入社2年目の松村未央、山中章子両アナが加わった。

## メンバー構成
| メンバー   | 2009年 | 2010年 |
| ---------- | ------ | ------ |
| 高島彩     | ○      | ○      |
| 中野美奈子 | ○      | ○      |
| 平井理央   | ○      | ○      |
| 本田朋子   | ○      | ○      |
| 椿原慶子   | ○      | ○      |
| 加藤綾子   | ○      | ○      |
| 中村仁美   | ○      | ○      |
| 松尾翠     | ○      | ○      |
| 生野陽子   | ○      | ○      |
| 秋元優里   | ○      | -      |
| 松村未央   | -      | ○      |
| 山中章子   | -      | ○      |

## 経歴
2009年
- 6月29日　東京都港区台場のフジテレビ局内でお披露目会見
- 7月7日　メンバーの中野美奈子、加藤綾子、生野陽子の3エンジェルがオリジナルカキ氷をPR
- 7月17日　メンバーの平井理央、本田朋子の2エンジェルが東京・東八潮ですいか割りのイベント
- 8月4日　メンバーの平井理央、本田朋子のミッドナイトバタフライが浴衣姿でトークショーのイベント

2010年
- 6月14日　東京都港区台場のフジテレビ局内でお披露目会見
- 7月12日　ネプリーグに出演（中野、中村、松尾、生野、加藤）
- 7月19日～22日　連日深夜放送のお台場合衆国PR番組「合衆国リーグ」に出演（中野、中村、平井、生野、加藤）
- 8月12日　VS嵐に出演（高島、中野、中村、平井、生野、加藤）
- 8月20日　合衆国リーグ深夜の女子アナSP（中村、平井、生野）